# Hoppborstsvansar
Hoppborstsvansar (Archaeognatha) är en ordning i klassen insekter med två familjer. Man känner till 350 arter, varav tre lever i Sverige. Ibland räknas de till underklassen Apterygota men denna systematiska indelning är omstridd.
De flesta arter når en kroppslängd mellan 9 och 18 millimeter. Arten Machilis ingens blir upp till 23 millimeter lång.
Dessa djur föredrar blöta och steniga områden. De finns till exempel på stenar vid kustlinjen eller på mossa och under trädens bark. Sitt namn fick dessa djur på grund av deras särskilt bra förmåga att hoppa. För att hoppa använder de sina extremiteter och de antennliknande utskotten vid kroppens slut.
Deras kropp är ofta täckt med fjäll. Påfallande är de stora fasettögonen som sitter ihop på huvudets ovansida. Deras antenn är särskilt lång och kan bestå av 250 segment.
Hoppborstsvansarnas närmaste släktingar är troligtvis silverborstsvansarna.